# Johann Gottlieb Tamitius

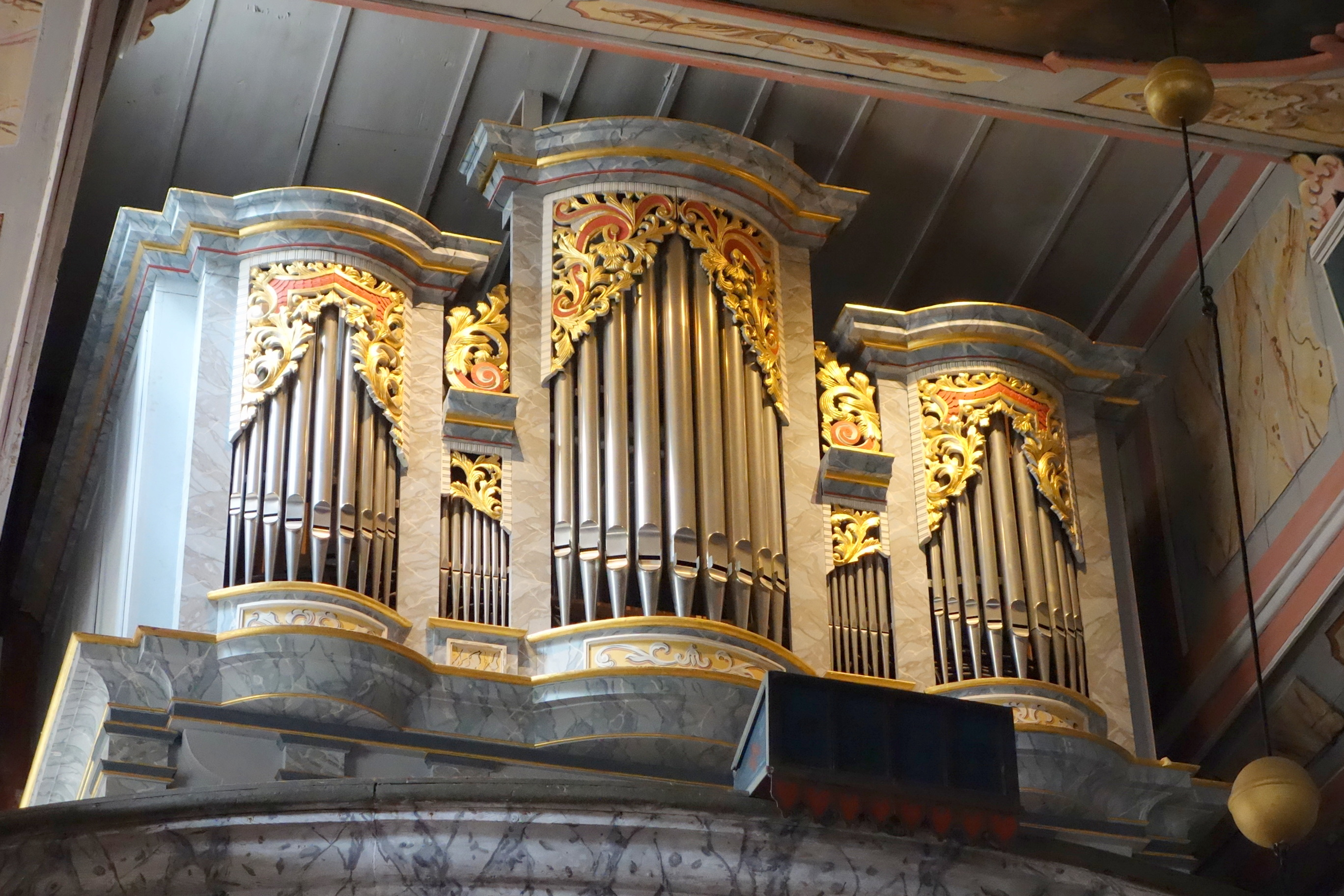
Orgelprospekt in der Bergkirche Oybin von 1719/1754

Johann Gottlieb Tamitius (* 9. Februar 1691 in Dresden; † 24. oder 26. März 1769 in Zittau) war ein deutscher Orgel- und Klavierbauer in Zittau. Er gilt als der bedeutendste Orgelbauer der Oberlausitz im 18. Jahrhundert.

## Leben
Johann Gottlieb Tamitius wurde als Sohn des kurfürstlich-sächsischen Hoforgelmachers Andreas Tamitius (1633–1700) in Dresden geboren.
Sein Handwerk erlernte er bei Johann Georg Finke in Saalfeld. 1716 wirkte er kurzzeitig in Strahwalde.
1717 eröffnete Tamitius eine Orgelbauwerkstatt in Zittau. Er hatte später auch eine Filiale in Grottau in Böhmen.
1741 hatte er wahrscheinlich Kontakt zu Gottfried Silbermann bei dessen Neubau einer Orgel in Zittau, deren Wartung er danach übernahm.

## Mitarbeiter
Schüler und Mitarbeiter von Johann Gottlieb Tamitius waren unter anderen
- Johann Ernst Hähnel (1697–1777), sein Schwager, lernte bei ihm.[2]
- Leonhard Balthasar Schmahl (1729–1779), spätestens seit 1748 bei Tamitius, heiratete 1758 dessen Tochter und wurde 1769 Nachfolger in der Werkstatt
- Johann Gottlob Tamitius (1738–1819), der Sohn, arbeitete auch nach dem Tod des Vaters 1769 in der Werkstatt unter Leonhard Balthasar Schmahl
- Johann Friedrich Treubluth (* 29. Mai 1739 Weigsdorf (OL); † 28. April 1821 Dresden), lernte in Grottau in Böhmen bei Tamitius von 1754 bis 1760.[3]

Nachfolger seiner Werkstatt wurde der Schwiegersohn Leonhard Balthasar Schmahl und nicht der Sohn Johann Gottlob Tamitius, der dort aber mitarbeitete.

## Privates
Johann Gottlieb Tamitius war mit Christiana Eleonore Cadner seit 23. November 1728 in Zittau verheiratet. Diese war die Tochter des Pfarrers von Strahwalde, wo Tamitius 1716 kurzzeitig gelebt hatte. Bekannt ist ein Sohn Johann Gottlob Tamitius (1738–1819), der in der väterlichen Werkstatt mitarbeitete.

## Werke

### Orgelneubauten

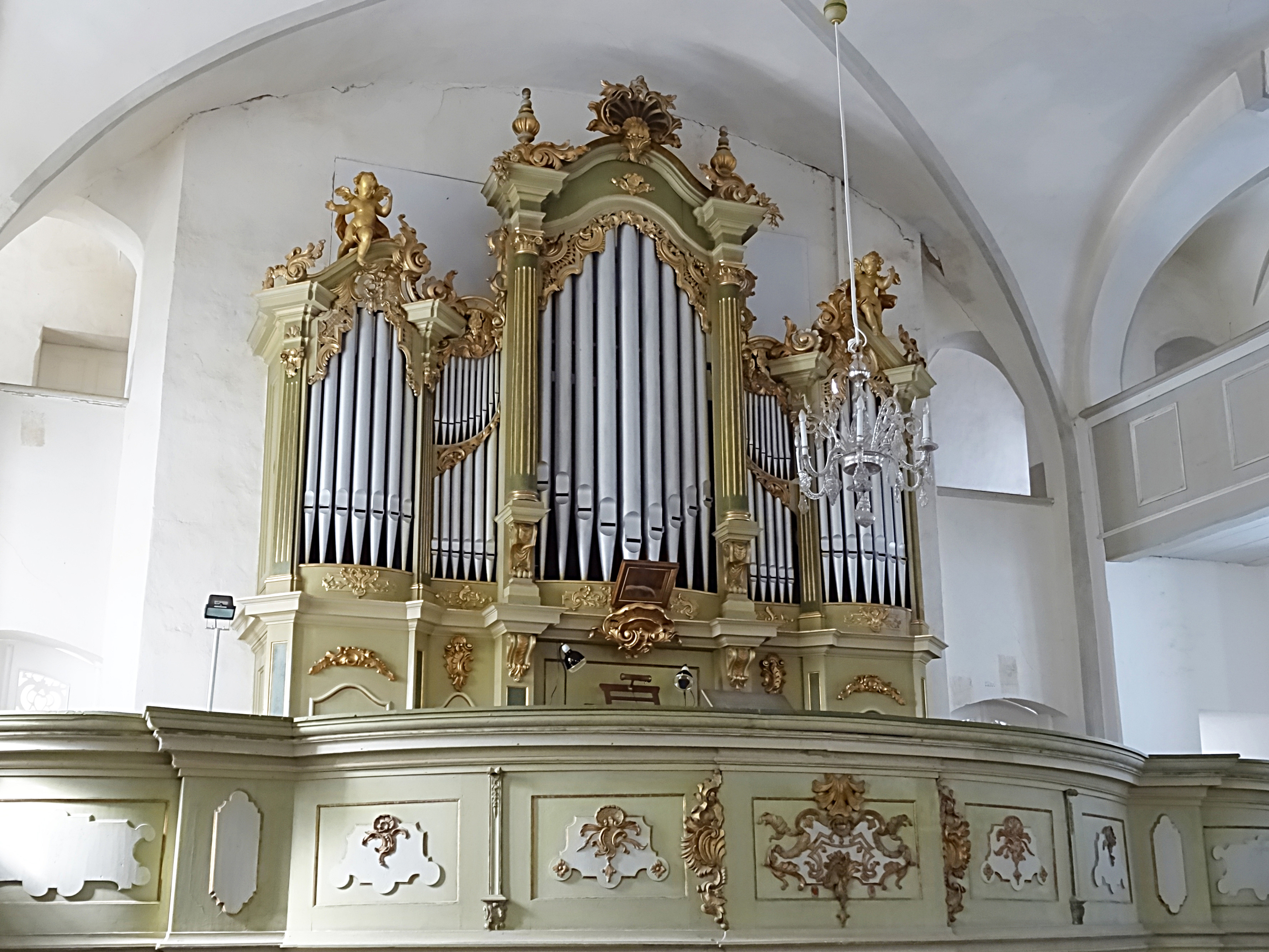
Orgelprospekt in Bertsdorf von 1751

Johann Gottfried Tamitius schuf über 40 Orgeln in der Oberlausitz, in der Niederlausitz, in Böhmen, in Schlesien.
Erhalten sind die Orgeln in Waltersdorf und Bezděz, in Teilen in Česká Kamenice, Skalice und Miedziana (Küpper, Gmina Sulików), sowie die Prospekte in Oybin, Neuzelle und Bertsdorf.
- 1717 Cunewalde, Oberlausitz
- 1718 Kittlitz bei Löbau, nicht erhalten
- 1719 Wittgendorf bei Zittau, 1754 umgesetzt durch Tamitius in die Bergkirche Oybin, Prospekt erhalten[5]
- 1721 Königstein in Sachsen, I/P/9, nicht erhalten[6]
- 1723 Niederoderwitz, nicht erhalten
- 1724 Lawalde, nicht erhalten
- 1726 Mittelherwigsdorf, nicht erhalten
- 1726 Wartenberg am Rollberg (Stráž pod Ralskem), Böhmen, Kirche St. Siegmund (sv. Zikmunda)[7]
- 1726 Deutsch Gabel (Jabloné), 1772 umgesetzt nach Schönerlinde (Krásna Lipa) durch  Leonhard Balthasar Schmahl und Sohn Johann Gottlob Tamitius
- 1727/28 Türchau (Turoszów), Schlesien, der Ort wurde später abgetragen (wegen Braunkohlentagebau); möglicherweise wurde die Orgel nach Reichenau (Bogatynia) umgesetzt (?)
- 1729 Neuzelle, Niederlausitz, Pfarrkirche Zum heiligen Kreuz; erhalten ist der Orgelprospekt, der der mit Intarsien verziert ist[8]
- Miedziana (Küpper, östlich von Görlitz), Aller Heiligen Kirche, heute St. Peter und Paul, 17 Register, in Teilen erhalten[9]
- 1731 Fünfeichen bei Frankfurt (Oder); ersetzt 1880 durch Neubau von Johann Friedrich II. Gast.[10]
- 1733 Jonsdorf, nicht erhalten
- 1733 Ostritz, nicht erhalten
- 1734 Kleinschönau
- 1735/36 Georgswalde (Jiříkov), St. Georgskirche, nicht erhalten[7]
- 1744 Lossow bei Frankfurt (Oder), 17 Register, zerstört 1945 mit der Kirche[11][12]
- 1744 (1735?) Langenau (Skalice), Kirche St. Anna, II/16, mit erstmaliger Nennung von Leonhard Balthasar Schmahl, in Teilen erhalten[7]
- 1744 Seifhennersdorf, nicht erhalten
- 1746 Reichstadt (Zákupy), Kirche St. Fabian und Sebastian, II/19, 1761 Reinigung und Intonation, nicht erhalten[7]
- 1747 Großschönau, Sachsen, II/P/28, davon zwölf Register im Hauptwerk, elf im Oberwerk und fünf im Pedal; 1898 ersetzt[13]
- 1748 Niemes (Mimoň), Kirche St. Peter und Paul (sv. Petra a Pavla), mit Leonhard Balthasar Schmahl[7]
- 1751 Bertsdorf, Kirche, II/p/19, 1896 neues Orgelwerk im alten barocken Gehäuse durch A. Schuster, erhalten[14]
- 1754/55 Böhmisch Kamnitz (Česká Kamenice), St. Jakob (sv. Jakuba Většího), II/P/21, mit Leonhard Balthasar Schmahl; 1767 umgesetzt in die neue Kirche in Böhmisch Kamnitz durch Josef Benedict Matzke (* um 1729; † 28. Dezember 1778 Böhmisch Kamnitz); danach mehrere Umbauten und Dispositionsänderungen; erhalten in Teilen[15][7]
- 1755 Herrnhut, nicht erhalten
- 1755 Reichenberg (Liberec), Heilig-Kreuz-Kirche (sv. Kříža), mit Leonhard Balthasar Schmahl, nicht erhalten
- 1760 Schloßbösig (Bezděz), Kirche St. Elias (sv. Jiljí), II/10, mit Leonhard Balthasar Schmahl; erhalten[16][7]
- 1760 Niedergrund (Dolní Podluží), St. Katharina, I/10, mit Leonhard Balthasar Schmahl.[7]
- 1761 Nixdorf (Mikulašovice)
- 1762 Hühnerwasser (Kuřívody), sv. Havla, II/11, mit Leonhard Balthasar Schmahl[7]
- 1762 Rumburg
- 1765 Münchengrätz (Mníchovo Hrádište)
- 1767/68  Waltersdorf bei Großschönau, Dorfkirche,  mit drei übereinander angeordneten Keilbälgen, 1072 Pfeifen, einzige erhaltene Orgel von Johann Gottlieb Tamitius im heutigen Deutschland[17]
- 1768 Reichenau (Bogatynia), 1869 Umbauten durch Andreas Schuster, mit Umdisposition, nach 1945 wurde sie aus der Kirche entfernt und ist seither verschollen.[18]

### Weitere Arbeiten
Tamitius war auch mit Umsetzungen, Reparaturen, Wartungen und Umbauten von Orgeln beschäftigt
- 1727 Eisenbrod (Železný Brod), St. Jakob (sv. Jakuba Většího), Reparaturen an der Orgel von Ignatius Tauchmann[7]
- 1738 Zittau, St. Johannis-Kirche, Umsetzung der Orgel von Christoph Dressel von 1685 nach Ebersbach in Sachsen; 1994 dort Neubau durch Eule im historischen Prospekt[19]
- 1741 Zittau, St. Johannis, Abnahme der neuen Orgel von Gottfried Silbermann, danach Wartung, 1757 Zerstörung der Orgel während der Belagerung Zittaus[20]
- 1748 Großmergthal (Mařenice), sieben Reparaturen bis 1764
- 1749/50 Bürgstein (Sloup), St. Katharina, Reparaturen[7]
- 1754 Wittgendorf bei Zittau, Umsetzung der Tamitius-Orgel von 1719 in die Bergkirche Oybin, Prospekt erhalten[5]
- 1754–1763 Schwabitz (Velký Jelení vrch), Mariä-Himmelfahrt-Kirche, drei Reparaturen, 1947 Aufhebung des Ortes für Truppenübungsplatz Ralsko[7]
- 1768 Langenau, St. Anna, Reparaturen an der eigenen Orgel von 1744[7]
- 1768 Brenn (Brenná), Kirche Johannes der Täufer (sv. Jana Křtitele), Einbau eines Orgelpositivs[7]
- 1769 Schnauhübel (Sněžná), Kirche Unsere Liebe Frau vom Schnee, Reparaturen[7]